# Bannock County
Bannock County är ett administrativt område i delstaten Idaho, USA, med 82 839 invånare (2010). Den administrativa huvudorten (county seat) är Pocatello. 

## Geografi
Enligt United States Census Bureau har countyt en total area på 2 972 km². 2 884 km² av den arean är land och 88 km² är vatten.

### Angränsande countyn
- Bingham County - nord
- Caribou County - öst
- Franklin County - sydöst
- Oneida County - sydväst
- Power County - väst

### Städer och samhällen
- Arimo
- Chubbuck
- Downey
- Fort Hall (delvis i Bingham County)
- Inkom
- Lava Hot Springs
- McCammon
- Pocatello (huvudort, delvis i Power County)
- Tyhee